# Sarkad
Sarkad es una ciudad húngara, capital del distrito homónimo en el condado de Békés, con una población en 2012 de 10 011 habitantes.
Aunque en el área se han hallado restos de origen sármata del siglo IV, se conoce la existencia de la localidad en documentos desde 1108. En sus orígenes tuvo varios propietarios hasta que fue ocupado por los turcos en 1571. Tras ser un área disputada entre húngaros y turcos, un movimiento militar de Jorge Rákóczi II llevó a la destrucción del asentamiento original, que fue reconstruido en pocos años por sus mismos habitantes. La ciudad recibió la mayoría de sus privilegios por concesión de Fernando II. A principios del siglo XIX se asentó aquí una comunidad judía de unos doscientos habitantes, que estuvo aquí hasta los años 1970 tras ser la mayoría de ellos asesinados en Auschwitz en 1944. A fecha de 2011, la población estaba compuesta por un 85,9% de magiares y un 9,4% de gitanos.
Se ubica junto a la frontera con Rumania, a medio camino entre Békéscsaba y Salonta.